# شهرك إسلام أباد (دشتياري)
شهرك إسلام أباد (بالفارسية: شهرک اسلام‌آباد) هي قرية تقع في قسم نغور الريفي (مقاطعة تشابهار) في إيران. يقدر عدد سكانها بـ 737 نسمة بحسب إحصاء 2016.